# Alavere (Jõgeva)
Alavere (Duits: Allafer) is een plaats in de Estlandse gemeente Jõgeva, provincie Jõgevamaa. De plaats heeft de status van dorp (Estisch: küla).

## Bevolking
De ontwikkeling van het aantal inwoners blijkt uit het volgende staatje:
| Jaar            | 2000 | 2009 | 2011 | 2017 | 2019 | 2020 | 2021 |
| --------------- | ---- | ---- | ---- | ---- | ---- | ---- | ---- |
| Aantal inwoners | 50   | 56   | 39   | 45   | 47   | 45   | 46   |

## Ligging
De plaats ligt ongeveer 7 km ten noordoosten van Jõgeva, de hoofdstad van de gemeente en de provincie. Ten noorden van Alavere ligt de vlek Laiuse.

## Geschiedenis
Alavere werd in 1601 voor het eerst genoemd onder de naam Allawer. Het dorp behoorde toe aan de kerk van de heilige Joris in Laiuse. In 1839 heette het dorp Allafer. In 1907 werd het gebied van de kerk opgedeeld in kleine kavels voor zelfstandige boeren.